# Émile Maupas
Pour les articles homonymes, voir Maupas.
Émile François Maupas est un biologiste français né le 2 juillet 1842 à Vaudry et mort le 17 octobre 1916 à Alger.

## Biographie
Après des études à l'École impériale des chartes, où il soutient en 1867 une thèse intitulée Essai sur la législation des guerres féodales d'après les textes coutumiers et les actes du XIIIe et du XIVe siècle, Émile Maupas devient conservateur de la Bibliothèque nationale d'Alger. Il devient associé à l’Académie des sciences, section d'anatomie et de zoologie en 1901. Il étudie les cycles reproducteurs des oxyures et des infusoires ciliés, C. Jordan dans sa nécrologie :
« M. Maupas a montré que chaque espèce d’Infusoires ne se reproduit par scissiparité qu’un nombre limité de fois. Lorsqu’on approche de ce nombre, on observe des signes évidents de dégénérescence, et dès qu’il est atteint la colonie meurt. Mais si, avant la dégénérescence, on introduit dans la culture des individus d’une autre origine, de nombreuses conjugaisons se produisent bientôt, alors qu’on n’en observait aucune entre les individus issus d’une même souche [...]. »
« Avec les Rotifères, M. Maupas a abordé le problème de la sexualité. Ces petits êtres, d’abord asexués, se reproduisent par des éléments dénommés œufs d’été qui se renouvellent sans fécondation préalable tant que la température ne dépasse pas 18°. Mais cette limite franchie ils deviennent femelles, et les nouveaux œufs qu’ils produisent, plus petits que les œufs d’été, fournissent par leur développement des mâles. De l’union des mâles et des femelles résulte un œuf dont l’embryon s’enkyste et devient susceptible de franchir la mauvaise saison [...]. »
« Ces résultats singuliers, dont l’importance ne saurait être méconnue, assurent à M. Maupas une place durable dans l’Histoire des Sciences. »

## Publications

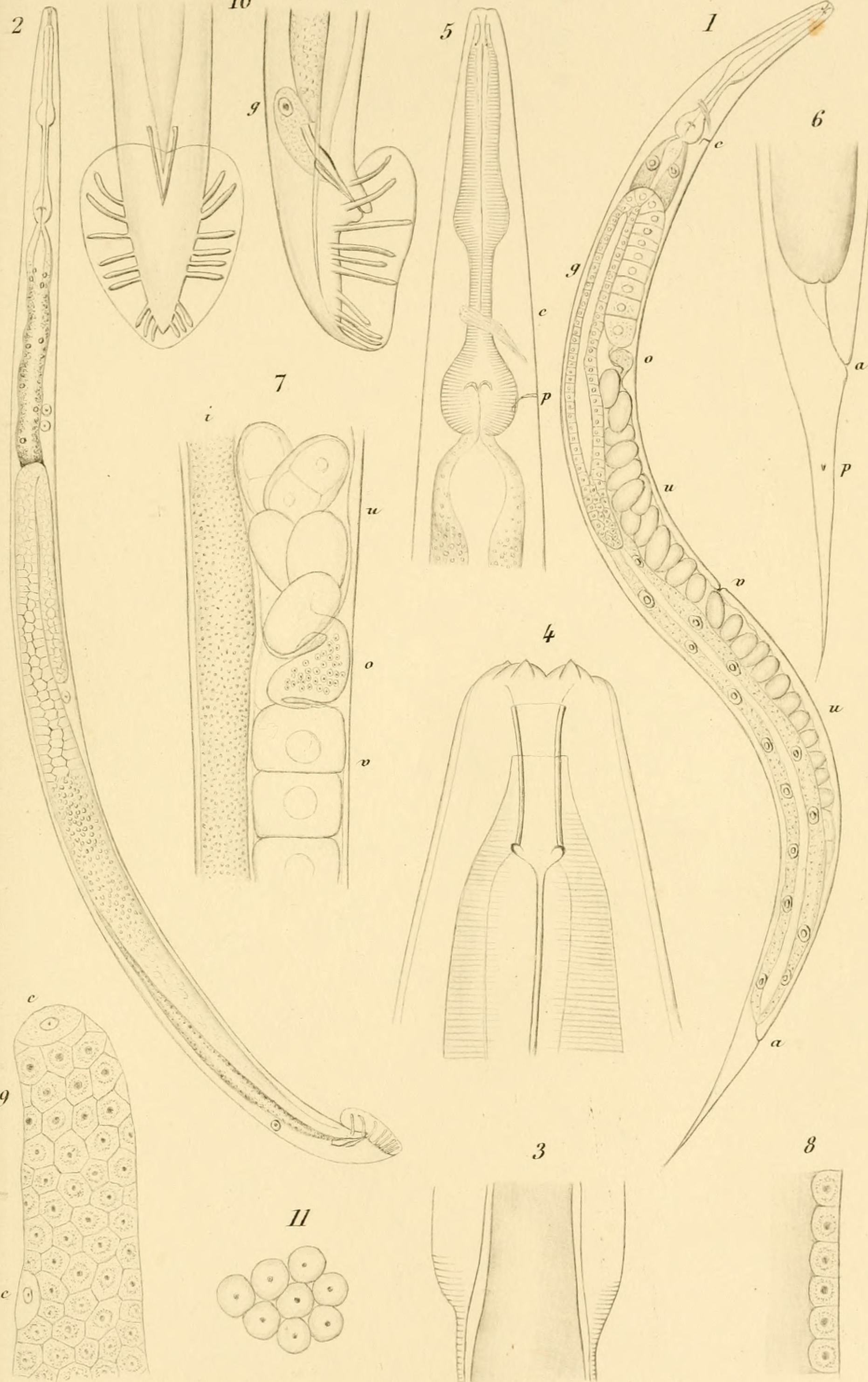
Illustration originale dans l'article de Maupas (1900) décrivant l'espèce Rhabditis elegans, maintenant connue sous le nom Caenorhabditis elegans.

- Maupas E., 1883. Contribution à l'étude morphologique et anatomique des infusoires ciliés. Arch. Zool. exp. gén.
- Maupas E., « Modes et formes de reproduction des nématodes », Archives de Zoologie Expérimentale et Générale, vol. 8,‎ 1900, p. 463-624

## Source
- C. Jordan (1916) Comptes rendus hebdomadaires des séances de l'Académie des sciences, 163 : 405-406.